# اودا (سلنگا)
اودا (به لاتین: Uda) یک رود در روسیه است که در بوریاتیا واقع شده‌است.